# 로저 로이드팩
로저 로이드 팩(Roger Lloyd-Pack, 1944년 2월 8일 ~ 2014년 1월 15일)는 잉글랜드의 배우이다. 해리 포터 영화 시리즈에서 바티 크라우치 역할로 출연하였다. 영국시간 기준 2014년 1월 15일 수요일 밤에 췌장암으로 사망하였다. 향년 71세

## 출연 작품
- 해리포터와 불의 잔